# ウルトラマンパワード
『ウルトラマンパワード』（英題：Ultraman The Ultimate Hero）は円谷プロダクションがアメリカで制作した特撮作品、ならびにその劇中に登場する巨大変身ヒーローの名称。
- 1993年12月5日 - 1994年8月25日ビデオ発売。全13話、7巻。
- 1995年4月8日 - 同年7月1日：毎週土曜17：30 - 18：00 TBSにて地上波放送。

## 概要
怪獣対特殊戦力チーム「W.I.N.R.」の一員である主人公ケンイチ・カイと合体したウルトラマンパワードの戦いを、アメリカを舞台に描く。登場するウルトラマンや怪獣は、すべて初代『ウルトラマン』のリメイクである。
アメリカでの『ウルトラマンG』の好評を受け、『G』と同様の国内の座組で、『G』の第2クールの企画が鈴木清によって進められたが、『ウルトラマン』のリニューアルの方がより優位性があるという発想が主力となったことで、1992年に製作委員会の方向が転換され、海外展開のためアメリカのハリウッドのメジャー・ハヴォック・エンターテイメントと提携した制作体制がとられ、海外販売を前提として巨大変身ヒーローの代名詞であるウルトラマンを映画のメッカであるアメリカのハリウッドが持つ技術でリメイクするという方針により、製作された。脚本やデザインは日本で、撮影などはすべてアメリカで行われた。制作資金についてはハリウッドが多く負担していたため、製作の主導権や著作権をハリウッド側が握り、円谷プロ側の権利は日本国内でのグッズ販売権に留まった。
本作品の制作・撮影は1993年の夏から冬にかけて行われた。
特撮は、北ロサンゼルスにある撮影スタジオの駐車場にオープンセットを組んで撮影された。格闘はこのセットと借景を狙ったロケセットが主で、第1話のみ屋内セットが使用された。また、巨大感を出すため、ウルトラマンや怪獣の登場シーンには高速度撮影が用いられている。
メカ特撮においても巨大戦と同様にオープン撮影であり、米国特撮の伝統である実景が活かされ、合成を使用せず、『G』とは対照的に操演のみである。疑似海底もオープンセットで撮影されているという、極めて稀な例となっている。
当初はウルトラマンや怪獣のデザインはオリジナルのものをそのまま登場させる予定であったが、キャラクター性の確保や商品展開などの都合からリニューアルしたリデザインとなった。ウルトラマンや怪獣の造型レベルは非常に高く、着ぐるみ内部に細いパイプを埋め込み、冷却水を循環させてスーツアクターの負担を軽減させるなど、日本より進んだ技術も用いられた。特にレッドキングなどは、表情が変わるギミックも搭載されている。
日本側スタッフには、創成期にあった映像制作集団ゴンゾのメンバーが多く参加している。文芸設定は脚本家の伊藤和典によって行われ、脚本は伊藤と山口宏が分担して執筆したものを監督のキング・ワイルダーらハリウッド側に向けて英語に翻訳し、現場の実情に合わせて改稿するという方法がとられている。だが、充分に打ち合わせが用意されておらず、内容に齟齬が起こってしまい、換骨奪胎になったエピソードも多かったという。怪獣との格闘描写は、アメリカでのテレビ放送を考慮して激しい描写は避けられている。
演出については、「主人公（カイ）とパワードが完全に分離して最終戦に臨む」、「ウルトラマンを光と位置づけている」など、後のシリーズで用いられる表現が見受けられる。
当初は世界各国に怪獣が出現するという企画であったが、予算などの都合から、第3話を除いてアメリカを舞台としたストーリーとなった。
本作品の音楽は佐橋俊彦が担当しており、彼にとっては特撮作品におけるデビュー作でもある。佐橋は自身の世界観を要望されたことから、『刑事スタスキー&ハッチ』や『特捜刑事マイアミ・バイス』など自身が愛好するアメリカのテレビドラマのイメージを取り入れたと述べている。

### 評価・影響
アメリカではテレビ放映されたが結果は振るわず、予定されていた次シリーズもハリウッド側の意向により、中止となった。
なお、円谷英明（円谷英二の孫で円谷プロ第6代社長）は、「怪獣はアメリカ人受けするようにリメイクされ、唖然とするような造形になっていた」「レッドキングはマッチョな姿になり、オリジナルにあった精悍さが失われた」「バルタン星人は胴体も手足もアメンボのようになり、オリジナルにあった迫力が失われ、頼りない姿になってしまった」と批判的に評しているが、一方で「脚本の細部もハリウッド側で米国テイストで書き直したが、こちらは鋭さのある映像にマッチした、メリハリのあるストーリーになっていた」「日本と違って、脚本家が複数分業制だった。多様な発想を盛り込むことができ、話の展開に個人的なクセがなくなるという利点がある」「円谷プロでは、手間がかかっていたカット割りも、複数のカットをまとめて撮影できるように工夫されていた」とも評している。
日本ではビデオ発売を経てテレビ放映された。当時、円谷プロとTBSは『ウルトラマン80』を巡る対立以来冷戦状態となっていたが、プロジェクトに携わっていたバンダイや読売広告社などが放送枠獲得に協力しており、この放送が『ウルトラマンティガ』などの後のテレビシリーズ再開に至る起爆剤となったとされる。

## 登場人物
ケンイチ・カイ
本編主人公。認識番号は5。怪獣と戦う力を得るためにパワードと一心同体となった。設定では日本人とのハーフとされている。
主に地上での情報収集や後方支援を担当することが多く、滅多に戦闘機には乗らなかった。普段は穏和だが、作戦時には身体を張って怪獣と対峙するなど高い行動力を発揮する。その分、危機に陥ったり負傷することも多々あった。また、古今東西のあらゆる兵器や武器の知識に精通している。ジュニアスクールでは、秀才であったがスポーツは苦手であった。
- 初期では、「ケン・ユムラ」という名前の装甲管制車両・ジャックのドライバーであった。

ラッセル・エドランド
W.I.N.R.アメリカ支部の隊長兼作戦司令官。認識番号は1。人命を第一としており、ゆえに危険を伴う作戦は敬遠しがちで、他の隊員に命令無視されることもある。自ら戦線へ出撃する機会もあるがその都度に敵に撃墜されることが多い。しかし、生身でガボラを足止めしようとするなど任務の遂行には厳格である。また、国家保安局からの圧力がかかってでもジャミラに関する調査を続行を願うカイとヤングとベックに停職処分を与えながらも独断による調査を黙認するなど、知略的な面もある。
- 初期では、「ロブ・ワイズ」という名前のコード名「キング」と呼ばれる作戦指揮担当の隊長であった。

テレサ・ベック
科学や生物学などの知識に長けたデータ・アナリストで、W.I.N.R.のブレーン的存在。認識番号は2。また、怪獣などの弱点を探る副隊長的存在でもあり、個人的にパワードの生態を研究・調査していたが、最終話でパワードの正体がカイであることを知ってしまい、負傷して医務室に運ばれたカイ以外の隊員全員に一つずつパワードであることを示す根拠を上げつつ説明していた。いつもクールな振舞いを見せているが、カイが地底人に拉致されて行方不明になった際には声を荒らげて取り乱し、帰ってきた彼に抱きつくという一面もあった。
- 初期では、「ラナ・ゴーク」という名前のデータ･アナリストで通信要員であった。

ジュリー・ヤング
ストライクビートルや潜航艇の操縦を担当する優秀なエースパイロット。認識番号は3。本質的には強気で明るい女性だが、最終話でスカイハンターを操縦した際は「あまり自信がない」と答えるなどやや心配性で、頼りない言動も少なくない。しかし、パイロットとしての腕は確かである。家族には姉のパティ・ミラーがおり、姉婿で怪獣化したジャミラ・ミラーの義妹、ジャミラの娘カレン・ミラーの叔母に当たる。
- 初期では、「リサ・シャノン」という名前の偵察攻撃機・クィーンのパイロットであり、カイには恋愛感情を持っているという案はNGとなった。

リック・サンダース
W.I.N.R.のメンバーで、キザなお調子者で一番のコメディアンタイプな性格。認識番号は4。ジョーク好きで常にメンバーに軽口を叩き、命令を無視することも多いが射撃の腕は一流。女性に優しく、紳士的な一面を見せることもあるが、相手にされない。潜航艇を「イワシの缶詰になるのは御免だ」と毛嫌いしている。普段の軽口とは逆に思考は常識派で、最終話でカイの正体がウルトラマンという事実を最後まで認められなかった。
- 初期では、「ギル・フェラー」という名前のクィーンのガンナーであった。

## ウルトラマンパワード
M78星雲光の国から使命を帯び、バルタン星人の母艦を追跡して地球に飛来した青い瞳が輝く銀色の巨人。地球の安全が確認できるまで、留まる決意を固め、肉体は地球での活動に適していないため、ケンイチ・カイの精神（心）に決して立ち入らないと約束した上で肉体に宿って一体化（物理的融合）し、地球では約3分間の活動時間を得る。
劇中では「宇宙の平和を守る組織に属する者」とだけカイに自己紹介しており、彼の命名によってW.I.N.R.のメンバーからは「ウルトラマン」と呼ばれている。劇中で"ウルトラマンパワード"や"パワード"と呼称されたことは一度もない。
銀色のボディに初代ウルトラマン（以下、ウルトラマン）を彷彿とさせる赤いラインが駆け巡っている。戦闘能力は単純計算でウルトラマンの5倍。パワードを象徴する青く光る瞳は「パワード・アイ」と呼称され、気力や感情が高揚すると真紅に変色する。前腕には鰭状の器官「パワード・スタビライザー」を備える。カラータイマーは過去のウルトラ戦士のそれとは大きく異なり、中心部の光球外輪のフレームに細工が施された独特な形状をしている。光球外輪に装備された緑色の発光体「みなぎりメーター」は、気力が充填されるとまばゆく発光し、活動時間の限界、または著しく体力を消耗すると輝きが衰退して点滅を開始する。
最終話では前話でドラコ戦でカイを負傷させてしまったことに責任を感じ、一体化していなければ十分な活動時間を得られないにもかかわらず、分離してゼットンと対峙。苦戦しながらも勝利するが、同時に自身もエネルギーを使い果たして力尽き、相討ちとなってしまった。しかし、仲間である2つの真紅の光球（同族であるM78星雲人）がサイコバルタン星人と宇宙母艦を駆逐した後、彼らにエネルギーを与えられて無事復活し、カイたちに別れを告げて光球となって故郷に帰還した。
- 企画段階では「ソード」や「アース」という名称も検討されており[24][9]、『テレビマガジン』1993年7月号では名称が決まっておらず、製作中は「ソード」などの仮名で呼ばれていた[4]。

デザイン
パワードのカラーリングは初代ウルトラマンをベースにして細部に手が加えられている。
デザインのコンセプトは「仮面」として描かれていた従来のウルトラマンの顔を「生物」として置き換えたもので、鼻筋を角質化した皮膚と解釈し、背中のチャック隠しは背骨を貫通するヒレとして捉えており、手足にも皮膚が角質化したヒレをバリエーションとして追加され、「エイリアンとしての生物感」を狙って描かれた。
前田真宏による初期案では、全身が半透明な凹凸のないデザインであったが、ウルトラマンのキャラクター性を理解していないとして不採用となった。その後、バンダイの村上克司も参加し自動車がウルトラマンの頭部に変形するデザインを提示しており、この案自体は不採用となったものの、完成デザインの原型となっており、カラータイマーの形状はそのまま採用されている。
造型
スーツは微妙なラインの起伏を表現するため、粘土原型で全身を作りフォームラバーの型抜きにより成型された。生物としてのリアルな質感を醸し出せる反面、アクションでの損傷が激しく、撮影のたびに新しいスーツが用意された。またウルトラシリーズではマスクとボディースーツが一体化しているのがほとんどだが、パワードはマスクのみの着脱が可能となっていた。日本の雑誌媒体やアトラクションショー、および以降の劇場版では開米プロ制作のウェットスーツを使った衣装が使われており、胸・肩ラインの起伏、膝パーツが生地の積層で表現されている。
特殊なフォーム・ラテックス製の一体成型のスーツは、冷却用の水が内部のパイプに循環する仕組みで、13話分の全13着が製作された。
クランクイン直前まで眼の色は従来のウルトラマンと同じ白光であったが、海外であるという理由で西洋人のイメージをダブらせた青に変更され、感情が高ぶるとさらに赤くなるという設定が追加された。マスクは塗り目の青目用、塗り目の赤目用のアクション用と目が点灯するもの、NGマスクの全4種が製作された。ただし、赤い目のマスクは第1話のみ使用された。また、第1話でのバルタン星人との格闘の一部では目が乳白色のNGスーツであり、1体が後に空輸されて1993年5月に『テレビマガジン』で特写された。
スーツのほか、関節内蔵のポージングモデルも制作されており、主に飛行シーンに用いられた。
日本雑誌展開では、マスクの形状が異なり、ウェットスーツであった。
アクション用マスクの1つと、ポージングモデルのスペア外皮は、特撮監督の原口智生が所有している。

### フラッシュプリズム
本編第一話でパワードが自身と一体化したカイへ託した変身アイテム。両端に青色、中央部に緑色の発光部がある、宇宙模様（銀色をベースに青色と赤色が入り混じっている）のカプセルで、プラズマスパークエネルギーを内包している。
カイは日常的にW.I.N.R.スーツの胸ポケットに入れて携帯している。変身機能だけでなく、グリッドにソーラーパワーを充填させることで、プリズム部分から強力な高密度レーザーを発射させることも可能。最終話ではスカイハンターに装備されたレーザー砲リダブライズド・システム・コンバーターの動力源として使用された。
- 原語版ではオリジナル『ウルトラマン』と同じく"ベータ・カプセル"とパワードがカイに説明している。

### 変身方法
カイがフラッシュプリズムに右手に持って空に翳してスイッチを入れると、左右の3つの発光部が同時にスパークして、開放されたプラズマスパークエネルギーがカイを包み、ウルトラマンパワードに変身する。窮地に陥ることが少なくなかったカイは、そのような状況の中で懸命にフラッシュプリズムを取り出して変身することもしばしばあった。

### 能力
パワードの光線技は、初代ウルトラマンのそれをベースとしている。
メガ・スペシウム光線
気功術の応用で、両腕を十字に組んで下腕の「パワード・スタビライザー（以下スタビライザー）」に"気力"（スペシウムパワー）で光線エネルギーを充填・増幅し、腕と両手全体から一気に収束させた後、発射するワイドレンジのまばゆい青白色の必殺光線。十字架をかたどるのが特徴。エドランド隊長は「ウルトラマンのレーザー」と呼称。設定上の威力はダイナマイト200万本分、初代ウルトラマンとウルトラマンジャックが使用していたスペシウム光線の5倍もの威力とされている。破壊力はスペシウム光線の5倍だが、両腕と手のスタビライザーにより熱量が強化され、その熱量は一億度にも達する。狙い撃った対象を瞬時に蒸発させてしまう。
第5話では、ガボラの頭部のみをピンポイントで撃ち抜いて核爆発する前に蒸発させた。第12話では、ドラコとの初戦では生体反射外骨格に反射されてパワードがダメージを受けたが、再戦でストライクビートルのミサイル連射で負った傷口にエネルギーを一点集中で撃ち込み撃破。最終話では、一度目はゼットンに真正面から放つが吸収板に吸収されて反射、二度目はW.I.N.R.本部の壁に反射して吸収板が装備されていない背中に放つがこれも振り向きざまに吸収、その直後最後のエネルギーを振り絞って背中に放ち殲滅。
第7話でザンボラーに放った際には無効化されてしまった。
『大怪獣バトル ウルトラ銀河伝説 THE MOVIE』登場時はウルトラマンベリアルに使用したが、ウルトラウーマンベスを身代りにされてしまい彼女にダメージを負わせてしまう。
パワードスラッシュ（百裂光輪）
強化した光線エネルギーを光の丸のこぎり型に変換・凝縮して投げつける光輪。初代ウルトラマンの八つ裂き光輪（ウルトラスラッシュ）と比較してやや小振りだが、鉄塔を30本まとめて切断できる威力を持つ。ドラコやゼットンに使用するが、ドラコには片手で弾き返され、ゼットンには吸収されてしまい決め技にはならなかった。
エナジーナックル
掌から放つ白色破壊光弾。ダダにダメージを与えて動きを封じた。
パワードボム
両手で放つ青色爆発光弾。ドラコに使用するが効果はなかった。
パワードバリヤー
透明なエネルギーの防御壁を作り出し、ドラコの高周波を防いだ。
パワードアイビーム（本編未使用）
透視光線。主に特殊能力を持つ敵への対抗策として用いられる。
テレパシー
怪獣や宇宙人に対して、精神波で意思の疎通を行う。精神統一する際には、合掌のポーズをとる。人間の森林伐採に対する怒りで暴れるザンボラーに対し、テレパシーで語りかけて説得した。
消火念力（火災鎮火能力）
ザンボラーが引き起こした山火事や、コンビナートの火災を、念力波で鎮めた。
ハンドシャットアウト（火炎反射能力）
ペスターの火炎を、両手で吸収し、何倍にも強化して逆に気力で浴びせ返す。
エナジーリバース
バルタン星人のバイオビームを両手で投げ返し、ダダのアームレーザーを跳ね返した。
ボディリバウンド
アボラスの青色発泡溶解液とバニラの赤色高熱火炎を、それぞれ掌で受け止め気力で跳ね返す毒液防御能力。
パワードパンチ
スタンダードな技。敵に連打し1億トンの破壊力で敵にダメージを与える。
- 初期での名称は、「クェーサーパンチ」という名称であった。

パワードキック
肉体の周辺に増幅した反重力フィールドを張ることで、数百倍に増幅した重力で敵に急降下キックを浴びせる。2億トンの破壊力を持つ強力な技でバニラやゴモラを吹き飛ばす威力を見せた。
- 初期での名称は、「ビックバンキック」という名称であった。

パワードチョップ
手刀と下腕のパワードスタビライザーを駆使した強力なチョップ。雌のレッドキングを一撃でダウンさせる威力がある。
- 初期での名称は、「パルサーチョップ」という名称であった。

パワードダブルチョップ
パワードチョップの変形版。手刀と前腕のパワードスタビライザーを駆使したパワードチョップを両手で打ち込む。
パワードヘッドパッド（ウルトラ頭突き）
強烈な頭突きでダダ戦でのみ使用。ダダを後退させた。
ウルトラパワー
体中の気を集めることでパワーをアップさせる。劇中では雄のレッドキングの突進を押し返すなどしている。
ジャイアントスロー（空中投げ）
両腕で4万t級の怪獣の体をつかみ、一気に500m以上の上空まで放り投げる大技。大量のガソリンを摂取しているため、地上で倒すと危険なペスターに対して使用した。他に、背負い投げや、重さ13万tのテレスドンを両腕で頭上に掲げて投げ飛ばした「パワードリフター」も存在する。

## W.I.N.R.
W.I.N.R.（）は、Worldwide Investigation Network Responseの略で、軍隊や警察では解明できない怪現象や怪獣・異星人による怪事件などの調査・解決のために国連指揮の下で設立された特別捜査ネットワーク機関（国際特別機構）。
その運営は各国からの基金で成り立っており、世界各国に支部が点在する。基本的に調査・研究機関であるため、怪獣対策時も第一に人命・共有財産保護を目的とし可能ならば怪獣を保護する場合もある。
しかしここ数年怪獣出現が頻発し、W.I.N.R.は有害巨大生物の出現に伴い、防衛力も強化されたため、対怪獣戦を主任務とした組織というイメージが強くなっている。時には各国の軍隊と共同作戦の展開なども行うが、W.I.N.R.の方針上、軍からの命令には拒否権を持ち、国家間戦争には決して介入しないことになっている。
組織のマークは『ウルトラマン』の科学特捜隊と同様、星に矢羽を付けたようなデザインになっている。
- 企画当初ではSUIT（スーツ・Scientific Ultimate Investigation Troopの略）という科学特捜隊であった[52][9]。

アメリカ支部基地
本編の舞台で、劇中では本部と呼称される。アメリカ南西部、カリフォルニア州ロサンゼルス郊外に位置する。
曲線を多用した銀色の巨大戦闘要塞で、最新の耐火・耐震設計が施されているため非常に頑強でレーザー砲・ミサイル砲各種も設置されている基地中央のメインルームには世界最先端のスーパーコンピューターを設備している。基地の中枢となる中2階部分のコマンドルームは大規模な空間で、多数のモニターやコントロールパネル、軍のものを超える高度な研究システムやレーダーを備え、他にも隊員たちの私室やメディカルルーム、科学室なども基地内部に置かれている。スカイハンターの格納庫や、ストライクビートルを直接発進させるリフトは基地の傍らの地下に存在する。
長く本編の舞台であったが、最終話の冒頭にて、宇宙から降ってきたゼットンの繭が直撃、破壊された。その後、ウルトラマンパワードのメガ・スペシウム光線を反射し、大爆発を起こし、完全に壊滅した。

### 装備

#### 銃器類・特殊装備
W.I.N.R.スーツ
シックで鮮やかなブルーを基調とした隊員服で、出動時には左胸に認識カード・左腕にはW.I.N.R.のパッチが付いた戦闘用ジャケットをスーツの上に着込む。スーツとジャケットの左胸部分には各隊員の姓が英字でプリントされている。背面には隊員の認識番号が付いている。
- デザインはエリザベス・ジェットが担当。

W.I.N.R.ヘルメット
戦闘時に着用するモニター機能を備えたゴーグル付きの特殊強化プラスチック製高性能ヘルメット。頑丈なだけでなく、赤外線捕捉機能やカメラマウントまで装備している。
インターフェイス・コミュニケーター
隊員が携帯するリストシーバー。電磁波の影響を一切受けずに遠距離通信が可能で、円形の画面に送信者の姿が映される。
W.I.N.R.ショット
隊員が常時携行する0.6mm電磁レールガン。撃鉄部分にトリガーがあるのが特徴。強力な電磁加速によって小型破壊弾を発射する。銃身を伸ばしたランチャーモードにすると、9mmロケット弾を発射できる。
- デザイン段階では弾頭部に劣化ウランを使うという案があった。

スティンガーミサイル
強力な破壊力があり、地上戦でリックが多用し、第1話でバルタン星人攻撃に使用したが、無効だった。
小型4連装ロケットランチャー
発射口が4つあり、第9話でカイがアボラス攻撃に使った。ローバーの後部シートに格納されている。
バズーカ
リックが地上戦闘時に使用することが多い、強力な破壊力を有する兵器。
元素スキャナー
第2話ではケムラーを、第6話ではジャミラをそれぞれ探索するために使用された探知機。
放射能防護服
第5話で、ヤングとサンダースがウラン爆弾開発のために着用した黄色の防護服。
耐熱服
第7話で、カイがザンボラーにローバーで接近した際に着用した。
絶縁服
第8話で、隊員たちがダダの電流攻撃を防ぐために着用した。高圧電流を遮断する。

#### ライドメカ
ストライクビートル
対怪獣攻撃用に特化して開発された複座式主力戦闘機で、開発コードは「WR・FA-04A」。劇中（日本語版）では「ビートル」と呼称されているが、原語版での名称は「ホーク」。アメリカ支部基地には4機ほど配備されており、機体番号「VTAC01」と「VTAC02」の2機が劇中で活躍した。可変式二次元推力偏向ノズルを持つREJ-003 グリフォンMk VIIIエンジンユニット2基を有し、主翼先端の浮遊翼と合わせて低速機動運動やホバリングだけではなく後進やVTOLすら可能とする高い機動性を持つ。また、赤外線と音響の遮断を重視した対怪獣用のステルス性を有している。武装としてAI搭載の多目的ミサイルを装備するほか、状況に応じて攻撃用の対空レーザーユニットや30mm機関砲ユニットを追加装備することも可能。世界中のW.I.N.R.各支部に配備されており、支部ごとに外観が異なるらしい。
VTAC01は第10話でペスターの火炎攻撃で海中に水没し、VTAC02は第12話でドラコが投擲した鎌を喰らって墜落し爆破炎上した。
- 初期企画段階では「レディビートル」という名称の女性専用機であった。

スカイハンター
亜成層圏航行も可能な巨大空中母艦で、開発コードは「WR・SC-02-1」。多目的硬質飛行船で、事件現場では移動作戦本部になる。ストライクビートル2機のほか、特殊潜航艇S-22号や各種車両を内部に搭載し、下部ハッチから出撃させる。武器は強力レーザー砲と大型ミサイル砲で、内蔵された2基のロケットエンジンによる力と機体下部に装備した巨大メカハンドで怪獣の運搬も行う。基本乗員は6名だが、救助時は最大20名、最大非常時には200名まで搭乗可能。
最終回ではカイが持っていたフラッシュプリズムを利用して開発した強力レーザー砲「リダブライズド・システム・コンバーター」を装備してサイコバルタン星人の宇宙船を攻撃した。
- 初期企画段階での名称は「スカイマンタ」、「マック-2000（通称「MTC」）」。

ローバー
いかなる悪路も完全走破する機動性を発揮する4WDで、最高時速240kmの6人乗り高性能地上攻撃車。輸送や戦闘、パトロールなどに用いられる。
- ベース車両はハマー・H1の4ドアオープントップである。

装甲車
W.I.N.R.の装甲車タイプの専用車両で、怪獣や宇宙人の地上攻撃時に使用される。劇中未使用。
特殊潜航艇S-22号
深度1万メートルの水圧でも活動可能な水中作業用メカ。武器は2基の魚雷。原語版での名称は「バラクーダ」。
ジュピターIV
人類初の有人木星探査船で、正確にはW.I.N.R.の装備ではない。木星への到達直前に、指揮官だったジャミラ・ミラー空軍少佐が青い球体に乗っ取られて怪獣化し、予定の軌道を外れて消息を絶った。その後、木星探査のデータは国家保安局によって重要機密として凍結されている。

#### その他の設備
最新実験衛星
第7話に登場。地上攻撃用の強力レーザー砲「サイクロープス・アイ・レーザー」を装備し、カイの遠隔操作で地上のザンボラーを攻撃した。
攻撃衛星
レーザーで地球に接近する未確認飛行物体を破壊する、強力な攻撃兵器。

## キャスト

### レギュラー・準レギュラー
- ケンイチ・カイ - ケイン・コスギ（日本語吹き替え：森川智之）
- ラッセル・エドランド - ハリソン・ペイジ（内海賢二）
- テレサ・ベック - サンドラ・ギィバード（戸田恵子）
- ジュリー・ヤング - ロビン・ブライリー（久川綾）
- リック・サンダース - ロブ・ロイ・フィッツジェラルド（江原正士）
- ウルトラマンパワードの声 - 不詳（ショー・コスギ（第1話）、大塚明夫（第13話））
  - 戦闘中の掛け声は初代ウルトラマン（中曽根雅夫）の流用[66]。
- 日本語版予告ナレーション - 森川智之

### ゲスト出演者
- 警察官（第1話） - マリ・ワイス、スティーブン・R・バーネット（堀越真己、牛山茂）
- レポーター（第2話） - パティ・ペリカン（佐々木優子）
- ハリッキー（第2話） - コンバット・バックマン（峰恵研）
- 牧場主（第2話） - エド・モーガン（島香裕）
- ロジャー・シェクター（第3話） - ジェフリー・コムズ（菅生隆之）
- バマラ（第3話） - ジュリー・ウリベ（佐々木優子）
- カタンガ（第3話） - イライアス・ガレゴス（小室正幸）
- ピート（第3話） - フィリップ・タンジニ（相沢正輝）
- 太陽の民（第4話） - ジム・ユスタマン、ケビン・ハドソン（塚田正昭、他）
- 白衣の女性（第4話） - ジュディ・ジィーン・バーンズ（久保田民絵）
- カイル・モリソン（第4話） - アレックス・ネビル（成田剣）
- 陸軍将校（第4話） - ジョン・トゥイ（小島敏彦）
- ケインズ（第5話） - ダニー・ヒックス（小島敏彦）
- ウインディラ（第5話） - ケビン・ペイジ（福田信昭）
- 原発職員（第5話） - ブレンタ・クレミー、レイ・ラグリン（田中敦子、成田剣）
- 採掘会社社員（第5話） - アート・ボニーラ（塚田正昭）
- フェントン（第5話） - ビル・ムミー（特別出演）（坂東尚樹）
- ジャミラ・ミラー（第6話） - フィリップ・スチュアート（辻親八）
- カレン・ミラー（第6話） - マリッサ・セオドア（岡村明美）
- パティ・ミラー（第6話） - キンバリー・ベック（相沢恵子）
- エセックス大佐（第6話） - ジョン・マッカーン（有本欽隆）
- エセックス大佐の部下（第6話） - ジェシー・コインズ（荒川太郎）
- ダン（第6話） - スティーブン・クレーマー（水野龍司）
- 消防士（第7話） - マイケル・ハンガフォード（水野龍司）
- ダダ（声）（第8話） - 不明（田原アルノ）
- ニューロネット社幹部（第8話） - ウェンディ・ロビー（井上喜久子）
- マーク・ミッチェル（第8話）ウォルフ・ミュザー（平田広明）
- 刑事（第8話） - スティーブ・イースティン（大山高男）
- ドクター（第8話） - ジャック・オング（小山武宏）
- ミッチェル家の隣人（第8話） - ローズ・マリー（特別出演）（さとうあい）
- ウィッティガー博士（第9話） - ジェイソン・トッド・マジック（大山高男）
- ウィッティガーの助手（第9話） - シァーノ・パロビッチ（さとうあい）
- ジェシー（第9話） - キャサリン・ネガシ（井上喜久子）
- デニス（第9話） - ジョン・G・ハーツラー（平田広明）
- 水道局員（第9話） - スティーヴ・モナーク（小山武宏）
- アルツール・メンデス（第10話） - ハイメ・P・ゴメズ（影丸茂樹）
- ガーナース（第10話） - ミリ・ノバック（深見梨加）
- 検査官（第10話） - トム・フィンネガン（藤本譲）
- 石油会社職員（第10話） - E.E・ベール（長島雄一）
- TVレポーター（第10話） - ジュディ・ルイズ・ジョンソン（氷上恭子）
- ハセガワ博士[注釈 4]（第11話） - ダニー・カメコナ（藤本譲）
- 警備員（第11話） - トレシ・ウォルター（特別出演）（塚田正昭）
- ニュースキャスター（第11話） - ワーレン・スタンホップ（辻親八）
- シルビア・ジャクソン（第11話） - サンドラ・スプリグス（深見梨加）
- 気象予報士（第11話） - ダン・ロジェー（長島雄一）
- ヘリのパイロット（第12話） - カール・ルクット、テッド・プライーヤ（古田信幸、大塚明夫）
- カルシア将軍（第13話） - ハロルド・カンノン・ロペズ（大木民夫）

### スーツアクター
- ウルトラマンパワード：スコット・ロジャース
- 怪獣：モンティ・L・サイモンズ、マイケル・R・ロング、テリー・ジェームズ、ゲイリー・ポール、アンソニー・Kramme、ジェニー・カプラン

## 放映リスト
本作品に関しては地上波における最初の放送を対象としている。
カッコ内はアメリカでの話数。
| 放送日        | 話数 | 視聴率 | サブタイトル（日・米）                              | 登場怪獣・宇宙人                                                                   | オリジナル脚本                | 脚本                        |
| ------------- | ---- | ------ | --------------------------------------------------- | ---------------------------------------------------------------------------------- | ----------------------------- | --------------------------- |
| 1995年4月8日  | 1    | 5.4%   | 銀色の追跡者 （On a Mission from M78）              | 宇宙忍者バルタン星人                                                               | 伊藤和典                      | キング・ワイルダー          |
| 1995年4月15日 | 2    | 5.2%   | その名はウルトラマン （Catch a Kemura by the Tail） | 毒ガス怪獣ケムラー                                                                 | 伊藤和典                      | キング・ワイルダー          |
| 1995年4月22日 | 3    | 5.8%   | 怪獣魔境へ飛べ! （A Quartet of Creatures）          | - 有翼怪獣チャンドラー - 友好珍獣ピグモン - どくろ怪獣レッドキング（雌、雄）       | 山口宏                        | ジョン・ダグラス            |
| 1995年4月29日 | 4    | 7.3%   | 闇からの使者 （The Dark Past）                      | - 地底怪獣テレスドン - 太陽の民                                                    | 伊藤和典                      | スティーヴン・カランディ    |
| 1995年5月6日  | 5    | 6.6%   | 電撃防衛作戦 （Monstrous Meltdown）                 | ウラン怪獣ガボラ                                                                   | 山口宏                        | バド・ロバートソン          |
| 1995年5月13日 | 6(8) | 4.0%   | 宇宙からの帰還 （A Father's Love）                  | 棲星怪獣ジャミラ                                                                   | 山口宏                        | スティーヴン・カランディ    |
| 1995年5月20日 | 7(9) | 4.8%   | 灼熱の復讐 （Fires Below）                          | 灼熱怪獣ザンボラー                                                                 | 伊藤和典                      | トッド・ギルバート          |
| 1995年5月27日 | 8(6) | 3.8%   | 侵略回路 （The Dada Effect）                        | 三面怪人ダダ（A、B、C）                                                            | - 伊藤和典 - ジョン・ダグラス | ジョン・ダグラス            |
| 1995年6月3日  | 9(7) | 5.5%   | 復活!二大怪獣 （Tails from the Crypts）             | - 赤色火焔怪獣バニラ - 青色発泡怪獣アボラス                                        | 山口宏                        | バド・ロバートソン          |
| 1995年6月10日 | 10   | 3.4%   | 二人の英雄 （Deadly Starfish）                      | 油獣ペスター                                                                       | - 山口宏 - バド・ロバートソン | バド・ロバートソン          |
| 1995年6月17日 | 11   | 6.9%   | よみがえる巨獣 （Dino Might）                       | 古代怪獣ゴモラ                                                                     | 伊藤和典                      | ティム・レーネーン          |
| 1995年6月24日 | 12   | 3.8%   | パワード暗殺計画 （Falling Stars Spell Trouble）    | - 彗星怪獣ドラコ - どくろ怪獣レッドキング（雄） - 宇宙恐竜ゼットン                 | 伊藤和典                      | ウォルター・A・ドォティ三世 |
| 1995年7月1日  | 13   | 4.0%   | さらばウルトラマン （The Final Showdown?）          | - 宇宙恐竜ゼットン - 宇宙忍者サイコバルタン星人 - 宇宙忍者バルタン星人 - M78星雲人 | 伊藤和典                      | ウォルター・A・ドォティ三世 |

- 本作品に登場する怪獣は、映像作品中では『ウルトラマン』のものと全く同じ名（上記リスト中の表記）で呼ばれている。書籍によっては日本のウルトラ兄弟シリーズの後を受けて「xxx代目」とカウントされる場合もあるが、商品化時などほとんどの場合「パワードxxx」と呼んで『ウルトラマン』に登場した怪獣と区別している（サイコバルタン星人を除く）。

## スタッフ
- 製作：円谷プロダクション、ウルトラマンパワード製作委員会(バンダイビジュアル、講談社、サントリー、丸紅、読売広告社)
- 制作プロダクション：メジャー・ハヴォック・エンターテイメント
- 製作総指揮：円谷皐
- 監修：山科誠、円谷皐
- プロデューサー：円谷一夫、渡辺繁
- プロデューサー補：笈田雅人、今西智明
- コーディネーター：末吉博彦、宇川清隆、彌富健一
- 制作プロデューサー：ジュリエット・アボラ
- 監督：キング・ワイルダー
- 特殊効果：ジョセフ・ビスコーシレ
- 音楽プロデューサー：玉川静
- 音楽：佐橋俊彦
- 怪獣 & メカニックデザイン：樋口真嗣、前田真宏、三池敏夫
- ウルトラマン&モンスター造型：ケビン・ハドソン
- キャスティング：アロン・クリフィス
- コスチュームデザイナー：エリザベス・ジェット
- プロダクション・デザイナー：アロン・オズボーン
- 撮影監督：ドン・E・ファントリロイ、カルロス・ゴンザレス・バアレット
- 編集：ニナ・M・ギルバーティ
- 2ndユニット監督/撮影監督：R・マイケル・ストリンガー
- スタント・コーディネーター：ゲイリー・ポール
- 日本語版演出：高橋剛
- 翻訳：佐藤恵子
- 調整：熊倉亨
- 日本語版製作：東北新社

## 映像ソフト化
- ビデオ（VHS、セル・レンタル共通）とLD（セルのみ）にて日本語吹き替え版が全話リリースされている。
- 2017年3月24日にHDリマスター仕様のBlu-ray BOXが発売[70]。英語音声版が初収録となった他、映像特典にテレビマガジン全員サービスのビデオ.『ウルトラマンパワード ビデオ年賀状』および『ウルトラマンパワード 大決戦スーパービデオ』の二本、テレビ放送版の次回予告、ED集も収録されている。

## 主題歌
「ウルトラマンパワード」
作詞 - 松井五郎 / 作曲 - 鈴木キサブロー / 編曲 - 矢野立美 / 歌 - 前田達也
オープニングテーマ。アメリカ版はインストゥルメンタルを使用。
「この宇宙のどこかに」
作詞 - 松井五郎 / 作曲 - 鈴木キサブロー / 編曲 - 矢野立美 / 歌 - 前田達也
ビデオ版エンディングテーマ。映像は黒バックに白字でスタッフ・キャストがクレジットされる。
「STARLIGHT FANTASY」
作詞 - 森雪之丞 / 作曲 - 良実明宏 / 編曲 - Y2 / 歌 - 須藤ひとみ
テレビ版エンディングテーマ。映像は本編の映像を編集したものに差し替えられた。

## 漫画
テレビマガジン 1993年11月号-1994年 連載。作画：宮田淳一

## 他のシリーズとの関係
他のシリーズとは、パワードがM78星雲・光の国出身で宇宙警備隊の隊員であることと、メガ・スペシウム光線など技の威力について設定上のウルトラ兄弟との比較がなされていることで作中の繋がりが示唆されている。
映画『大怪獣バトル ウルトラ銀河伝説 THE MOVIE』では当初は登場予定はなかったが、「設定上さしさわりないなら出したい」というスタッフの意向で宇宙警備隊の隊員としての姿が描かれた。
『ウルトラマンティガ THE FINAL ODYSSEY』に登場した朽ち果てた巨人の中にパワードそっくりな石像も存在する。

### ウルトラシリーズでの客演
『新世紀ウルトラマン伝説』
他のウルトラ戦士と共に天空魔と戦った。
『新世紀2003ウルトラマン伝説 THE KING'S JUBILEE』
ウルトラマンキングの誕生日を他のウルトラ戦士と共に祝福する。
『大怪獣バトル ウルトラ銀河伝説 THE MOVIE』
宇宙警備隊員としてパワードが登場。主に同じ海外作品の『ウルトラマンG』、『ウルトラマンUSA』のウルトラチームと一緒にいる場面が多い。
ウルトラマンベリアルとの戦いではメガ・スペシウム光線を放つが、ベリアルが盾にしたウルトラウーマンベスに命中してしまい、他のウルトラ戦士と共に負けてしまった。その後、光の国の氷結に巻き込まれるが、ウルトラマンゼロがベリアルから「プラズマスパーク・エネルギーコア」を取り戻したことにより、無事復活する。最後の場面ではウルトラマンキングの演説を聞いている。
『新ウルトラマン列伝』
最終話の第155話より、『列伝』では一切登場しなかったパワードが、ウルトラ戦士集合映像（新撮）にて登場を果たしている。
また、本編放送終了後の特番『ウルトラマンオーブ 直前スペシャル』の冒頭では、歴代ウルトラ戦士とともに新撮の実写映像にも登場。
『ウルトラギャラクシーファイト 大いなる陰謀』
Chapter.1『動き出す陰謀 -The Beginning-』に登場。ウルトラマングレートと共にウルトラマンリブットを鍛える役を担う。リブットが覚醒した後は共にマックスの救助に赴き、自身はヘルベロスを撃破する。
パワードの声は英語吹き替え版をケンイチ・カイ役のケイン・コスギが、日本語版を原作でカイの吹き替えを担当した森川智之がそれぞれ担当する。

## ゲーム版
本作品のゲーム版は1994年3月20日にバンダイから3DO用として発売された対戦型格闘ゲーム。日本国内では初の3DO規格マシン『3DO REAL』のローンチタイトル（同日発売ソフト）の1つ。
CD-ROMの大容量を活用した実写取り込みのムービーシーンや高品質なBGMなど、発売当時としては先進的な演出がなされていた。1994年5月末までに5万本販売。

### システム
ゲームシステムはスーパーファミコン用ゲームソフト『ウルトラマン』、『ウルトラセブン』に準拠している。システム上の主な変更点は以下のとおり。
- 防御動作の追加
- 敵のゲージを吸収する「挑発」の追加
- 光線技などの必殺技はコマンド入力によって発動するようになった。技によってはゲージが必要。
- ウルトラマンパワード使用時にメガ・スペシウム光線を放つには、ゲージが満タンの状態を一定時間維持する必要がある。条件を満たすと、画面上部中央に表示されているカラータイマーを囲む8つの小さいランプ（みなぎりメーター）が点滅する。
- 『ウルトラマン』、『ウルトラセブン』では、敵怪獣を倒すには体力を0にしてからとどめにレベル4の必殺技を使う必要があったが、本作品ではこの手順を踏む必要が無くなり、敵怪獣の体力を0にすると自動的にとどめの演出が入る。

### ゲーム内容
VISUAL MODE
ウルトラマンパワードを操作し、敵怪獣と対戦する、原作に沿ったいわゆるストーリーモード。全3ステージ。ステージ開始時と終了時に原作からの取り込み映像を使用したムービーシーンが挿入される。また、とどめの演出がBATTLE MODEと一部異なる。
BATTLE MODE
ウルトラマンパワードを操作し、敵怪獣と対戦するモード。全8ステージ。
VS MODE
1P vs CPU、または1P vs 2Pで対戦するモード。演出の都合上、1P側がウルトラマンパワード、2P側がいずれかの怪獣を選択することになる。隠しコマンドで1Pと2Pを交換することはできるが、怪獣同士で対戦することはできない。
DATA BASE
データベースモード。原作の画像が閲覧できる。
VISUAL MODEとBATTLE MODEでは怪獣との対戦前にVTOLによる3D視点のシューティングモードがあり、怪獣に撃墜されるまでの間、ある程度のダメージを与えておくことができる。

### 登場怪獣
BATTLE MODEでの登場順。※はVISUAL MODEにも登場する怪獣。
1. バルタン星人 ※
2. ケムラー ※
3. レッドキング ※
4. テレスドン
5. ダダ
6. ジャミラ
7. ゴモラ
8. バルタン星人II